# The Carpal Tunnel of Love
Singles de Fall Out Boy
A Little Less Sixteen Candles, a Little More "Touch Me"
(2006) This Ain't a Scene, It's an Arms Race
(2007)
The Carpal Tunnel of Love est le premier single extrait de l'album Infinity on High du groupe de rock alternatif Fall Out Boy. 

## Clip
Le clip fait référence au dessin animé pour adultes Happy Tree Friends, connu pour sa violence et son contenu gore. On peut d'ailleurs y apercevoir les membres du groupe, dessinés comme des personnages du dessin animé, pendant un bref instant du clip. 

## Liste des titres
| No | Titre                     | Durée |
| -- | ------------------------- | ----- |
| 1. | The Carpal Tunnel of Love | 3:23  |